# Wahlkreis Nr. 3 (Senat der Republik Polen, 2001–2011)
Der Wahlkreis Nr. 3 (polnisch Okręg wyborczy nr 3) war ein von 2001 bis 2011 bestehender Wahlkreis für die Wahl des Senats der Republik Polen und wurde auf Grundlage der Ordynacja wyborcza do Sejmu Rzeczypospolitej Polskiej i do Senatu Rzeczypospolitej Polskiej (Wahlordnung für den Sejm der Republik Polen und für den Senat der Republik Polen) vom 12. April 2001 (Dz.U. 2001 nr 46 poz. 499) errichtet. Die erste Wahl, die im Wahlkreis stattfand, war die Parlamentswahl am 23. September 2001.
Der Wahlkreis umfasste nach der Anlage Nr. 2 (Załącznik nr 2) der Ordynacja wyborcza do Sejmu Rzeczypospolitej Polskiej i do Senatu Rzeczypospolitej Polskiej in der letzten Bekanntmachung vom 30. Juni 2005 (Dz.U. 2005 nr 140 poz. 1173) die kreisfreie Stadt Breslau (Wrocław) und die Powiate Górowski, Milicki, Oleśnicki, Oławski, Strzeliński, Średzki, Trzebnicki, Wołowski und Wrocławski der Woiwodschaft Niederschlesien (Województwo dolnośląskie).
Durch den Wechsel von Mehrpersonenwahlkreisen zu Einpersonenwahlkreisen wurde der Wahlkreis Nr. 3 im Jahr 2011 aufgelöst. Das Gebiet des Wahlkreises entspricht den Wahlkreisen Nr. 6, Nr. 7 und Nr. 8 seit 2011.
Der Sitz der Wahlkreiskommission war Breslau.

## Wahlkreisvertreter
| WP   | Wahl | Senator (Wahlkomitee) | Senator (Wahlkomitee)                                              | Senator (Wahlkomitee)                                     | Senator (Wahlkomitee)                                              | Senator (Wahlkomitee) | Senator (Wahlkomitee)                                       |
| ---- | ---- | --------------------- | ------------------------------------------------------------------ | --------------------------------------------------------- | ------------------------------------------------------------------ | --------------------- | ----------------------------------------------------------- |
| V.   | 2001 |                       | Maria Teresa Berny (KKW Sojusz Lewicy Demokratycznej – Unia Pracy) |                                                           | Bogusław Litwiniec (KKW Sojusz Lewicy Demokratycznej – Unia Pracy) |                       | Marian Noga (KKW Sojusz Lewicy Demokratycznej – Unia Pracy) |
| V.   | 2004 |                       | Maria Teresa Berny (KKW Sojusz Lewicy Demokratycznej – Unia Pracy) | Stanisław Tadeusz Huskowski (KWW Stanisława Huskowskiego) | Bogusław Litwiniec (KKW Sojusz Lewicy Demokratycznej – Unia Pracy) |                       |                                                             |
| VI.  | 2005 |                       | Andrzej Stanisław Jaroch (KW Prawo i Sprawiedliwość)               |                                                           | Tomasz Wojciech Misiak (KW Platforma Obywatelska RP)               |                       | Władysław Sidorowicz (KW Platforma Obywatelska RP)          |
| VII. | 2007 |                       | Leon Kieres (KW Platforma Obywatelska RP)                          |                                                           | Jarosław Duda (KW Platforma Obywatelska RP)                        |                       | Władysław Sidorowicz (KW Platforma Obywatelska RP)          |

## Wahlergebnisse

### Parlamentswahl 2001
Die Wahl fand am 23. September 2001 statt.
| #  | Kandidat | Kandidat                    | Wahlkomitee                                                             | Stimmen | Prozent |
| -- | -------- | --------------------------- | ----------------------------------------------------------------------- | ------- | ------- |
| 1  |          | Emil Antoniszyn             | KWW Emerytów i Rencistów – Emil Antoniszyn – Kandydat na Senatora       | 23.851  | 5,71 %  |
| 2  |          | Maria Teresa Berny          | KKW Sojusz Lewicy Demokratycznej – Unia Pracy                           | 148.698 | 35,59 % |
| 3  |          | Tadeusz Drab                | KW Polskiego Stronnictwa Ludowego                                       | 57.196  | 13,69 % |
| 4  |          | Andrzej Francuz             | OKWW Andrzej Francuz – Niezależny Kandydat na Senatora III R.P. 2001 r. | 54.720  | 13,10 % |
| 5  |          | Stanisław Kinal             | KW Alternatywa Ruch Społeczny                                           | 28.125  | 6,73 %  |
| 6  |          | Janusz Ryszard Korwin-Mikke | KWW Blok Senat 2001                                                     | 107.837 | 25,81 % |
| 7  |          | Bogusław Litwiniec          | KKW Sojusz Lewicy Demokratycznej – Unia Pracy                           | 137.887 | 33,01 % |
| 8  |          | Marian Noga                 | KKW Sojusz Lewicy Demokratycznej – Unia Pracy                           | 136.128 | 32,58 % |
| 9  |          | Jacek Antoni Ossowski       | KWW Blok Senat 2001                                                     | 83.183  | 19,91 % |
| 10 |          | Danuta Surowińska           | KW Alternatywa Ruch Społeczny                                           | 45.547  | 10,90 % |
| 11 |          | Andrzej Józef Wiszniewski   | KWW Blok Senat 2001                                                     | 124.916 | 29,90 % |

Wahlberechtigte: 924.855 – Wahlbeteiligung: 46,90 % – Quelle: Dz.U. 2001 nr 109 poz. 1187

### Ergänzungswahl 2004
Die Wahl fand am 28. März 2004 statt.
| #  | Kandidat | Kandidat                    | Wahlkomitee                                   | Stimmen | Prozent |
| -- | -------- | --------------------------- | --------------------------------------------- | ------- | ------- |
| 1  |          | Emil Antoniszyn             | KW Samoobrona Rzeczpospolitej Polskiej        | 4.486   | 7,45 %  |
| 2  |          | Jacek Bąbka                 | KWW Studenta Jacka Bąbki                      | 1.265   | 2,10 %  |
| 3  |          | Marek Celejewski            | KW Ruch Katolicko-Narodowy                    | 3.489   | 5,80 %  |
| 4  |          | Stanisław Antoni Czerwiński | KW Polskiego Stronnictwa Ludowego             | 1.180   | 1,96 %  |
| 5  |          | Władysław Frasyniuk         | KW Unii Wolności                              | 8.797   | 14,62 % |
| 6  |          | Stanisław Tadeusz Huskowski | KWW Stanisława Huskowskiego                   | 14.506  | 24,10 % |
| 7  |          | Janusz Korwin-Mikke         | KWW Janusza Korwin-Mikke                      | 10.782  | 17,91 % |
| 8  |          | Artur Jan Paprota           | KW Liga Polskich Rodzin                       | 6.140   | 10,20 % |
| 9  |          | Jan Rymarczyk               | KKW Sojusz Lewicy Demokratycznej – Unia Pracy | 6.757   | 11,23 % |
| 10 |          | Krzysztof Wronecki          | KWW Krzysztofa Wroneckiego                    | 2.223   | 3,70 %  |

Wahlberechtigte: 942.043 – Wahlbeteiligung: 6,39 % – Quelle: Dz.U. 2004 nr 56 poz. 552

### Parlamentswahl 2005
Die Wahl fand am 25. September 2005 statt.
| #  | Kandidat | Kandidat                         | Wahlkomitee                                   | Stimmen | Prozent |
| -- | -------- | -------------------------------- | --------------------------------------------- | ------- | ------- |
| 1  |          | Bogusław Jan Bednarski           | KW Samoobrona Rzeczpospolitej Polskiej        | 36.185  | 9,34 %  |
| 2  |          | Maria Teresa Berny               | KW Socjaldemokracji Polskiej                  | 42.483  | 10,96 % |
| 3  |          | Jarosław Ryszard Czarnecki       | KW Liga Polskich Rodzin                       | 42.899  | 11,07 % |
| 4  |          | Tadeusz Drab                     | KW Polskiego Stronnictwa Ludowego             | 19.458  | 5,02 %  |
| 5  |          | Ryszard Michał Filiński          | KW Samoobrona Rzeczpospolitej Polskiej        | 28.403  | 7,33 %  |
| 6  |          | Jan Zygmunt Gruca                | KW Platforma Janusza Korwin-Mikke             | 34.503  | 8,90 %  |
| 7  |          | Andrzej Stanisław Jaroch         | KW Prawo i Sprawiedliwość                     | 127.909 | 33,01 % |
| 8  |          | Teresa Jasztal                   | KW Sojusz Lewicy Demokratycznej               | 42.783  | 11,04 % |
| 9  |          | Rafał Kubacki                    | KWW Rafała Kubackiego                         | 27.003  | 6,97 %  |
| 10 |          | Jerzy Zenon Lipiński             | KW Polskiej Partii Narodowej                  | 5.307   | 1,37 %  |
| 11 |          | Stanisław Łopatowski             | KW Sojusz Lewicy Demokratycznej               | 53.793  | 13,88 % |
| 12 |          | Tomasz Wojciech Misiak           | KW Platforma Obywatelska RP                   | 113.203 | 29,21 % |
| 13 |          | Grażyna Elżbieta Orłowska-Sondej | „Orłowska“ KWW                                | 69.614  | 17,97 % |
| 14 |          | Piotr Andrzej Pałys              | KW Dom Ojczysty                               | 9.957   | 2,57 %  |
| 15 |          | Leszek Ireneusz Paradowski       | KWW Leszka Ireneusza Paradowskiego            | 27.451  | 7,08 %  |
| 16 |          | Marek Lesław Paśko               | KW Liga Polskich Rodzin                       | 38.223  | 9,86 %  |
| 17 |          | Władysław Sidorowicz             | KW Platforma Obywatelska RP                   | 107.004 | 27,62 % |
| 18 |          | Tomasz Feliks Wójcik             | KW Liga Polskich Rodzin                       | 50.188  | 12,95 % |
| 19 |          | Józef Kornel Wysocki             | KW Organizacji Narodu Polskiego–Ligi Polskiej | 11.688  | 3,02 %  |

Wahlberechtigte: 955.907 – Wahlbeteiligung: 41,73 % – Quelle: Dz.U. 2005 nr 195 poz. 1627

### Parlamentswahl 2007
Die Wahl fand am 21. Oktober 2007 statt.
| #  | Kandidat | Kandidat                  | Wahlkomitee                            | Stimmen | Prozent |
| -- | -------- | ------------------------- | -------------------------------------- | ------- | ------- |
| 1  |          | Jacek Bąbka               | KWW Jacka Bąbki                        | 16.549  | 2,97 %  |
| 2  |          | Krzysztof Jan Bilski      | KW Samoobrona Rzeczpospolitej Polskiej | 18.584  | 3,33 %  |
| 3  |          | Leszek Cybulski           | KKW Lewica i Demokraci SLD+SDPL+PD+UP  | 79.826  | 14,32 % |
| 4  |          | Jarosław Duda             | KW Platforma Obywatelska RP            | 238.028 | 42,70 % |
| 5  |          | Tadeusz Jakubowski        | KW Polskiego Stronnictwa Ludowego      | 57.236  | 10,27 % |
| 6  |          | Andrzej Stanisław Jaroch  | KW Prawo i Sprawiedliwość              | 136.918 | 24,56 % |
| 7  |          | Leon Kieres               | KW Platforma Obywatelska RP            | 259.453 | 46,54 % |
| 8  |          | Kornel Andrzej Morawiecki | KW Prawo i Sprawiedliwość              | 139.471 | 25,02 % |
| 9  |          | Władysław Sidorowicz      | KW Platforma Obywatelska RP            | 201.555 | 36,16 % |
| 10 |          | Jarosław Piotr Wardęga    | KKW Lewica i Demokraci SLD+SDPL+PD+UP  | 62.802  | 11,27 % |
| 11 |          | Paweł Leszek Wróblewski   | KW Prawo i Sprawiedliwość              | 128.690 | 23,09 % |

Wahlberechtigte: 971.597 – Wahlbeteiligung: 58,17 % – Quelle: Dz.U. 2007 nr 198 poz. 1439